# Halifax Township
Halifax Township est un township, situé à l'est du comté de Dauphin, en Pennsylvanie, aux États-Unis,. En 2010, il comptait une population de 3 483 habitants.

## Démographie
Lors du recensement de 2010, le township comptait une population de 3 483 habitants. Elle est estimée, en 2018, à 3 533 habitants.

### Source de la traduction
- (en) Cet article est partiellement ou en totalité issu de l’article de Wikipédia en anglais intitulé « Halifax Township, Dauphin County, Pennsylvania » (voir la liste des auteurs).